# 娘·定埃增
娘·定埃增桑布（藏語：མྱང་ཏིང་ངེ་འཛིན་བཟང་པོ，威利转写：myang ting nge 'dzin bzang po，THL：Nyang Tingngezin Sangpo），简称娘·定埃增，藏传佛教前弘期僧人，赤德松赞时期僧相。
娘·定埃增出生于吐蕃外戚贵族娘氏家族。他早年为赤松德赞的侍童，后随唐朝来吐蕃的僧人学法，并在桑耶寺建成后受戒出家。娘·定埃增是赤松德赞之子赤德松赞幼年时的师僧。赤松德赞死后，吐蕃发生动乱，两代赞普遇弑。在娘·定埃增的支持下，赤德松赞最终登上了王位。为了压制外戚和贵族大臣的势力，赤德松赞让娘·定埃增以僧侣的身份参政，新设了僧相（藏語：བང་ཆེན་པོ་，音译“钵阐布”）一职授予他，位居九政务大臣之上。他也因此被称为钵阐布定埃增。
赤德松赞之子赤祖德赞继位后，娘·定埃增继续辅佐朝政。在其辅政时期，与另一名僧相勃阑伽·云丹一起，弘扬佛法、厘定文字，广建佛寺。他还亲自出资修建谐拉康寺（藏語：ཞྭའི་ལྟ་ཁང་།）。外交方面，主张促进吐蕃与唐朝间的和平交往。823年，唐蕃长庆会盟，竖立唐蕃会盟碑。此碑不见其名字，可能此时他已经退隐。
赤德松赞遇刺后，朗达玛继位。当时，吐蕃境内屡屡发生霜、雹、瘟疫等天灾人祸，大贡论韦·甲多热（结都那）奏称是推崇佛法触怒了天神，怂恿朗达玛进行灭佛，大肆破坏佛寺、杀害佛教徒。娘·定埃增闻知此事，逃往天竺，途中遇害。